# Cantón de Rozoy-sur-Serre
El cantón de Rozoy-sur-Serre era una división administrativa francesa, situada en el departamento de Aisne y la región Picardía.

## Composición
El cantón estaba formado por treinta comunas:
- Archon
- Berlise
- Brunehamel
- Chaourse
- Chéry-lès-Rozoy
- Clermont-les-Fermes
- Cuiry-lès-Iviers
- Dagny-Lambercy
- Dizy-le-Gros
- Dohis
- Dolignon
- Grandrieux
- La Ville-aux-Bois-lès-Dizy
- Les Autels
- Le Thuel
- Lislet
- Montcornet
- Montloué
- Morgny-en-Thiérache
- Noircourt
- Parfondeval
- Raillimont
- Renneval
- Résigny
- Rouvroy-sur-Serre
- Rozoy-sur-Serre
- Sainte-Geneviève
- Soize
- Vigneux-Hocquet
- Vincy-Reuil-et-Magny

## Supresión del cantón de Rozoy-sur-Serre
En aplicación del Decreto n.º 2014-202, de 21 de febrero de 2014, el cantón de Rozoy-sur-Serre fue suprimido el 22 de marzo de 2015 y sus 30 comunas pasaron a formar parte del nuevo cantón de Vervins.